# 千枚岩

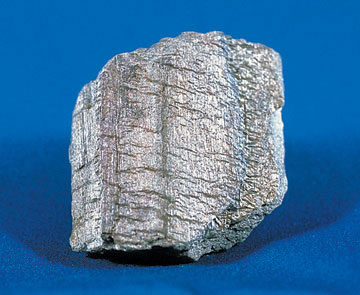
千枚岩

千枚岩（せんまいがん、phyllite、フィライト）は、変成度が粘板岩と結晶片岩（片岩）との中間の変成岩（広域変成岩）。広域変成作用における変化度の最も低い変成岩で、微粒な再結晶は認められる。灰緑または灰褐色の絹糸光沢を有し、薄い葉片状にはげやすい。
主成分は石英、絹雲母、黒雲母、緑泥石など。
泥質のものは泥質千枚岩（pelitic phyllite）、砂質のものは砂質千枚岩（psammitic phyllite）と呼ばれる。